# Centro de Ciência e Tecnologia da Universidade Estadual do Norte Fluminense Darcy Ribeiro
O Centro de Ciência e Tecnologia (CCT) é um dos centros da Universidade Estadual do Norte Fluminense Darcy Ribeiro. Se configura como um centro de ensino e pesquisa em alta tecnologia. O CCT é dividido em 7 laboratórios temáticos que oferecem cursos de graduação, mestrado e doutorado.

## Laboratórios
- LAMAV - Laboratório de Materiais Avançados
- LCFIS - Laboratório de Ciências Físicas
- LCMAT - Laboratório de Ciências Matemáticas
- LCQUI - Laboratório de Ciências Químicas
- LECIV - Laboratório de Engenharia Civil
- LENEP - Laboratório de Engenharia e Exploração de Petróleo
- LEPROD - Laboratório de Engenharia de Produção

## Ensino

### Graduação
- Ciência da Computação e Informática
- Engenharia Civil
- Engenharia Metalúrgica e de Materiais
- Engenharia de Produção
- Engenharia de Exploração e Produção de Petróleo
- Física
- Matemática
- Química
- Química a distância

### Pós-Graduação
- Ciências Naturais (Mestrado e Doutorado)
- Engenharia Civil (Mestrado)
- Engenharia de Produção (Mestrado)
- Engenharia de Reservatório e de Exploração (Mestrado e Doutorado)
- Engenharia e Ciências dos Materiais (Mestrado e Doutorado)